# 미에스토르네

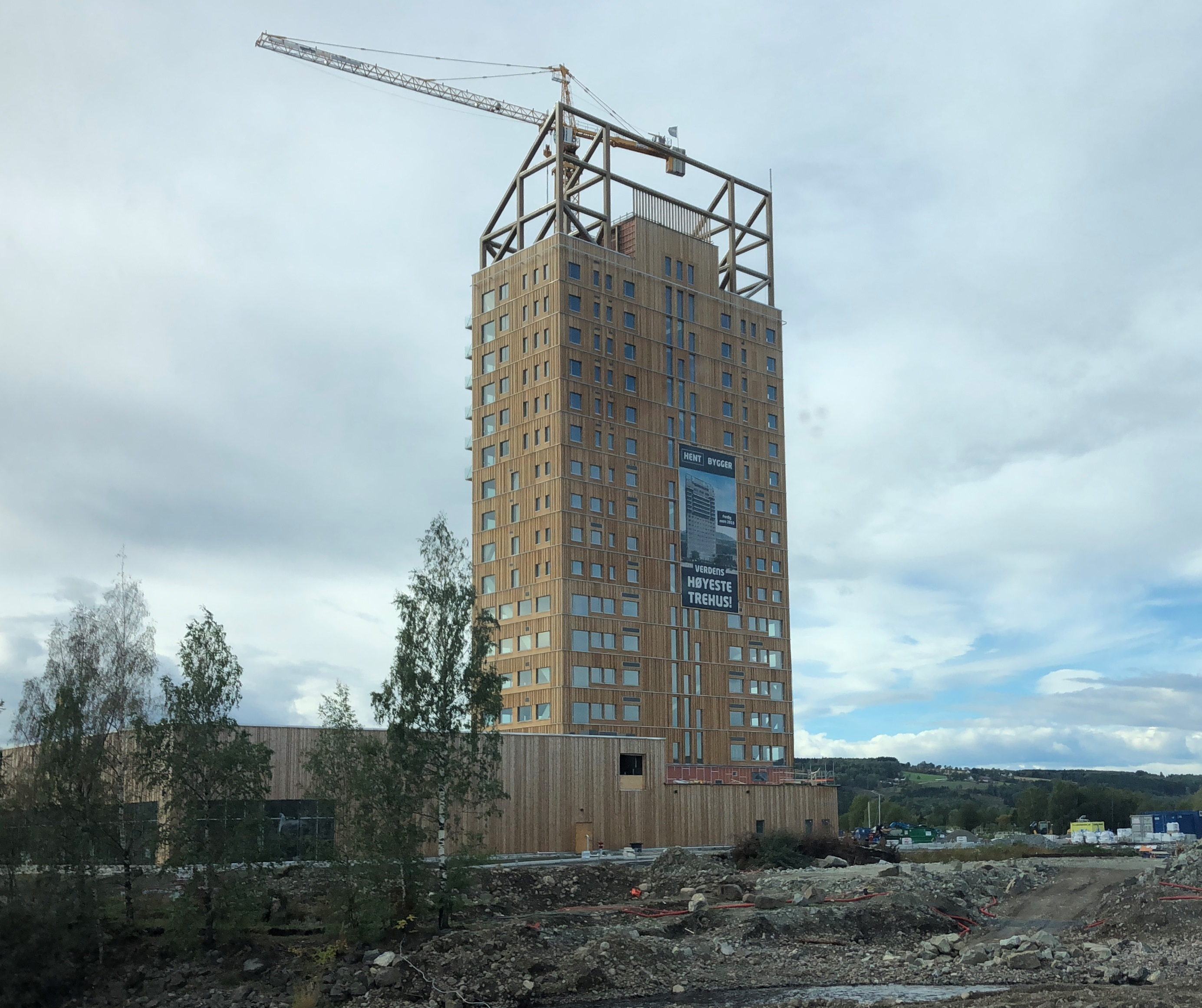
세계 최고층 목조 건축물인 미에스토르네 전경.

미에스토르네(노르웨이어: Mjøstårnet)는 노르웨이 헤드마르크주 부루문달에 위치하고 있는 세계 최대 규모의 목조 건축물이자 목조 호텔이다. 이 건축물은 특이하게도 목재로 신축한 건축물로 화제를 낳은 것으로 드러나고 있다. 높이는 85.4m이며, 총합 18층 짜리의 건축물이기도 하나, 2019년 3월 정식으로 준공되었다. 그래서 건물 성격상 토요코인과 같은 호텔로 지어져 있다.